# Parabelbella perona
Parabelbella perona är en kvalsterart som först beskrevs av Tyler A. Woolley och Harold G. Higgins 1979.  Parabelbella perona ingår i släktet Parabelbella och familjen Damaeidae. Inga underarter finns listade i Catalogue of Life.